# 推しといつまでも
『推しといつまでも』（おしといつまでも）は、2023年4月17日から同年9月4日まで毎日放送（MBS）の制作により、TBS系列で毎週月曜 22:00 - 22:57（JST）に放送されていたバラエティ番組である。
また同年3月20日にパイロット版として放送した『推しが我が家にやってくる』についても記述する。

## 概要
指原莉乃と川島明司会によるバラエティー番組シリーズの第3弾。今回は視聴者が応援する芸能人・著名人に長年心に秘めながらもなかなか伝えきれなかったことを、その著名人に直接打ち明けるとともに、その著名人へのおもてなしをする場を提供するロケーションバラエティー番組。
2023年9月4日に放送終了。後番組は再びTBS制作に戻し、2021年4月の『教えてもらう前と後』から2年半続いた毎日放送制作枠は廃枠となる。これに伴い、毎日放送制作・全国ネットのゴールデン・プライムタイム枠の番組は木曜19時台の『プレバト!!』と日曜22時台の『日曜日の初耳学』の2枠に減枠となる。また、指原莉乃と川島明司会によるバラエティー番組シリーズは2年で終了となった。

## 放送リスト

### 2023年
| 放送回数 | 放送日  | ゲスト                                       | 備考            |
| -------- | ------- | -------------------------------------------- | --------------- |
| 0        | 3月20日 | DJ KOO(TRF)                                  | パイロット版    |
| 1        | 4月17日 | 純烈                                         | 初回            |
| 2        | 4月24日 | 南野陽子                                     |                 |
| 3        | 5月1日  | 小林よしひさ                                 |                 |
| 4        | 5月8日  | 有岡大貴の推し熱波師、平泉成の推しパティシエ |                 |
| 5        | 5月15日 | Mr.マリック                                  |                 |
| 6        | 5月22日 | ダチョウ倶楽部                               |                 |
| 7        | 5月29日 | 中山美穂                                     |                 |
| 8        | 6月5日  | ハラミちゃん                                 |                 |
| 9        | 6月12日 | 槙野智章                                     |                 |
| 10       | 6月19日 | DA PUMP、MAX                                 |                 |
| 11       | 6月26日 | 狩野英孝                                     |                 |
| 12       | 7月3日  | B'z                                          | 2時間スペシャル |
| 13       | 7月17日 | 草刈民代                                     |                 |
| 14       | 7月24日 | 長州力                                       |                 |
| 15       | 7月31日 | 高橋真麻                                     |                 |
| 16       | 8月7日  | コロッケ                                     |                 |
| 17       | 8月21日 |                                              |                 |
| 18       | 8月28日 |                                              |                 |
| 19       | 9月4日  | 陣内智則                                     | 最終回          |

## 出演者
☆：『100%!アピールちゃん』・『月曜の蛙、大海を知る。』から継続出演。

### MC
- 川島明（麒麟）☆
- 指原莉乃 ☆

### レギュラー
- 有岡大貴（Hey! Say! JUMP）☆

## スタッフ
- ナレーション：阿座上洋平【毎週】、松嶌杏実、前田綾香、浅野良介【週替り】
- 構成：竹村武司、山形遼介、八木晴彦、井上崇、前田知礼
- ロケ技術(2023年6月26日-)：森祐太、要海佑(祐)介、芳川和也、久世大輔、石川直人、伊東駿、田中勝巳、井上聖司、冨山雄大、松本英司【週替り】
- TM：高石和隆（MBS）
- TD/SW：吉元伸和（MBS）
- CAM：上田一路（MBS）
- 音声：小清水健治
- VE：鳥越良
- 照明：ロション・ジュリアン
- 美術プロデューサー：吉田敬
- デザイン：竹中健
- 美術進行：太田菜摘
- 大道具製作：内海靖之
- 大道具操作：桜井和則
- アクリル装飾：二瓶実咲
- 装飾：藤生由紀
- 電飾：鳥澤遼子
- メイク：春山輝江
- 編集：川口善史、林仁美
- MA：堀博勝
- 音効：上口昭雄、加藤安時、松井夕莉奈、大村友乃【週替り】
- タイトル：中嶋恵子
- CG：紀野伸子
- TK：後藤有紀
- 技術協力：放送映画、ニユーテレス、プログレッソ、イングス、戯音工房【毎週】、EYEZEN【週替り】
- 美術協力：フジアール
- 協力：東京オフラインセンター【毎週】、PIXTA【週替り】
- 編成：上村華乃子（MBS、以前は宣伝）
- 宣伝：竹山亜紀（MBS）
- デスク：太田友里・小中理恵（共にMBS）
- スチール：森下里香
- 番組アドバイザー：登坂琢磨・内藤史（共にMBS）
- AD：和田紗果【毎週】、川西美月、轟泉水、粕谷美友、渡部(辺)斐綱、竹谷進之介、角谷海央、寺岡達裕、山本啓悟、豊田絵梨香、中山瑠(留)伽、赤木真代、中瀬勝太、磯辺舘未来、菅野凱、中村千紘、佐藤周太朗、菅桃香、大西隆司【週替り】
- AP：早坂千歩【毎週】、相場優衣子（クリーク・アンド・リバー社）【週替り】
- AP/ディレクター：松田咲紀【週替り、回によって異なる】
- 制作進行：上林千秋
- FD：忍穂井綾（クリーク・アンド・リバー社）
- キャスティング：田村力（ビーオネスト）、櫻井弘美（ROFL）、貞本有紀（ザ・スピングラス）、岡本計（てっぱん）、壁谷悌之（泉放送制作）
- ディレクター：松岡活美（花組）、桑原愛希（FAT TRUNK）、加藤富久（イーストF）、中西朋、石田尚生（MBS）、中村俊之（dalnaRl）、杉浦裕樹、山上寛人、鶴田哲朗（オラフズ）、前田匡寛、永島糧、大村嘉範、隅川恵美、遠藤広大、菅原有太、平山高輝、城後かなえ、木崎大路、杉浦裕一、田中十萌【週替り】
- チーフD：嘉元規人（アズバーズ）、堀正義（イーストF）、田中竜登、鳥越一夫（FAT TRUNK）、渡邉美幸（MBS）、斉田泰伸（イーストF）
- 総合演出：山内健太郎（MBS）
- プロデューサー：藤田恭輔（MBS）、大橋圭史（イーストF）、大森エミ・住田雄一（共にFAT TRUNK）、黒木明紀（NON PRO）、岡崎佑美、柴田裕正（イーストF）、日下潤（えすと）、市川舞子（市川→以前はAP）
- チーフプロデューサー：深迫康之（MBS）
- 制作協力：FAT TRUNK、NON PRO、EAST FACTORY INC.、えすと
- 製作著作：MBS

過去のスタッフ
- 編集：岡田秀夫
- 編成：合田忠弘（MBS）
- デスク：宮澤なつみ（MBS）
- チーフD：高橋愛子（イーストF）、尾越功（ハンター）、奥村竜（えすと）

### 推しが我が家にやってくる
- ナレーション：阿座上洋平
- 構成：竹村武司、山形遼介、八木晴彦、井上崇、前田知礼
- TM：高石和隆（MBS）
- TD/SW：吉元伸和（MBS）
- CAM：上田一路（MBS）
- 音声：小清水健治
- VE：鳥越良
- 照明：ロション・ジュリアン
- 編集：岡田秀夫、林仁美
- MA：堀博勝
- 音効：加藤安時、上口昭雄
- TK：後藤有紀
- イラスト：リトルベア
- 美術プロデューサー：吉田敬
- デザイン：竹中健
- 美術進行：太田菜摘
- 大道具製作：内海靖之
- 大道具操作：桜井和則
- アクリル装飾：二瓶実咲
- 装飾：藤生由紀
- 電飾：鳥澤遼子
- メイク：春山輝江
- 技術協力：放送映画、ニユーテレス、PROGRESSO、イングス、戯音工房、EYEZEN
- 美術協力：フジアール
- 協力：東京オフラインセンター
- 編成：合田忠弘（MBS）
- 宣伝：竹山亜紀・上村華乃子（共にMBS）
- デスク：宮澤なつみ・小中理恵（共にMBS）
- スチール：森下里香
- 番組アドバイザー：登坂琢磨・内藤史（共にMBS）
- ブレーン：水野雅之（MBS）
- AD：和田紗果、粕谷美友、轟泉水、渡部斐綱
- AP：早坂千歩
- 制作進行：上林千秋
- FD：忍穂井綾（クリーク・アンド・リバー社）
- キャスティング：田村力（ビーオネスト）、櫻井弘美（ROFL）、貞本有紀（ザ・スピングラス）、岡本計（てっぱん）、壁谷悌之（泉放送制作）
- ディレクター：遠藤広大（イーストF）、隅川恵美、鶴田哲朗（オラフズ）、前田匡寛
- チーフD：堀正義（ABCリブラ）、渡邉美幸（MBS）、鳥越一夫（FAT TRUNK）、斉田泰伸・高橋愛子（共にイーストF）、尾越功（ハンター）
- 総合演出：山内健太郎（MBS）
- プロデューサー：藤田恭輔（MBS）、大橋圭史・柴田裕正（共にイーストF）、大森エミ（FAT TRUNK）、黒木明紀（NON PRO）、日下潤（えすと）
- チーフプロデューサー：深迫康之（MBS）
- 制作協力：EAST FACTORY INC.、FAT TRUNK、NON PRO、えすと
- 製作著作：MBS